# باغ اسرارآمیز (فیلم ۲۰۲۰)
باغ اسرارآمیز (به انگلیسی: The Secret Garden) یک فیلم سینمایی در ژانر درام فانتزی محصول کشور بریتانیا که در سال ۲۰۲۰ منتشر ‌شد. این اثر به کارگردانی مارک موندن، بر اساس رمانی برای سال ۱۹۱۱ با همین نام توسط فرانسیس جسون برنت می‌باشد.
این فیلم در تاریخ ۱۷ آوریل سال ۲۰۲۰ توسط استودیو کانان انگلیس در انگلستان اکران شد.

## داستان
در سال 1947 ، مری لنوکس در خانه اش در هند رها شده پیدا شد ، پدر و مادرش بر اثر وبا درگذشتند. مری نزد شوهر خاله اش ، لرد آرچیبالد کراون ، در یورک‌شر انگلیس فرستاده می شود. او یک دختر جوان ناخوشایند و نامهربان است که هنگام بزرگ شدن در راج بریتانیا مجبور شده است احساسات خود را سرکوب کند.

## بازیگران
- دیکسی اگریکس درنقش مری لنوکس
- کالین فرت در نقش لرد آرچیبالد کراون
- جولی والترز در نقش خانم مدلاک
- ادان هایهورست در  نقش کالین کراون
- امیر ویلسون در نقش دیکون
- ایزیس دیویس درنقش مارتا
- میو درمودی درنقش آلیس[۷][۸][۹][۱۰]